# Peter Boyle (Filmeditor)
Peter Boyle (* 27. Mai 1946 in Formby, England) ist ein britischer Filmeditor.

## Leben und Werk
Boyle erlernte sein Handwerk in den 1970er Jahren von John Victor Smith, dessen Schnittassistent er bei den Filmen von Richard Lester war. Bereits 1976 arbeitete er zum ersten Mal für Lester am Filmschnitt einer amerikanischen Produktion mit: Der Mörder lauert in der Sauna. 1980 gab er mit L.A. Prisoner sein Debüt als eigenverantwortlicher Editor. Anschließend arbeitete er über Jahrzehnte immer wieder sowohl für britische als auch für amerikanische Produktionen. Den letzten britischen Film, den er schnitt, war 2006 Tristan & Isolde; davor war es 1998 Still Crazy. Dazwischen entstand 2002 in Amerika der Film The Hours – Von Ewigkeit zu Ewigkeit, für den Boyle mehrere Auszeichnungen und Nominierungen erhielt, darunter eine Oscar- und BAFTA-Award-Nominierung.
Nachdem er am Anfang seiner Karriere mehrfach für Richard Lester arbeitete, gibt es später auch mit anderen Regisseuren eine langjährige Zusammenarbeit, darunter Kevin Reynolds, Jon Amiel und in den letzten Jahren auch Mikael Håfström.
Boyle ist Mitglied der American Cinema Editors.

## Filmografie (Auswahl)
Schnittassistenz
- 1973: Die drei Musketiere (The Three Musketeers)
- 1974: Die vier Musketiere – Die Rache der Mylady (The Four Musketeers)
- 1976: Der Mörder lauert in der Sauna (The Ritz)
- 1976: Robin und Marian (Robin and Marian)
- 1978: Dreckige Hunde (Who’ll Stop the Rain)

Schnitt
- 1980: L.A. Prisoner (McVicar)
- 1981: Samen des Bösen (Inseminoid)
- 1982: Countryman – Verschollen im Dschungel (Countryman)
- 1983: Fanny Hill (Fanny Hill)
- 1984: Auf Messers Schneide (The Razor’s Edge)
- 1985: Star Cracks – Die irre Bruchlandung der Außerirdischen (Morons from Outer Space)
- 1986: Clockwise – Recht so, Mr. Stimpson (Clockwise)
- 1986: Die Bombe fliegt (Whoops Apocalypse)
- 1987: Auf den Schwingen des Todes (A Prayer for the Dying)
- 1988: Bestie Krieg (The Beast)
- 1989: Liebe, Rache, Cappuccino (Queen of Hearts)
- 1990: Julia und ihre Liebhaber (Tune in Tomorrow...)
- 1991: Robin Hood – König der Diebe (Robin Hood: Prince of Thieves)
- 1992: Das weiße Zauberpferd (Into the West)
- 1993: Sommersby
- 1994: Rapa Nui – Rebellion im Paradies (Rapa Nui)
- 1995: Waterworld
- 1996: Was ihr wollt (Twelfth Night)
- 1997: Postman (The Postman)
- 1998: Still Crazy
- 2000: Quills – Macht der Besessenheit (Quills)
- 2000: Accelerator
- 2002: The Hours – Von Ewigkeit zu Ewigkeit (The Hours)
- 2004: Twisted – Der erste Verdacht (Twisted)
- 2005: Entgleist (Derailed)
- 2006: Tristan & Isolde
- 2007: Zimmer 1408 (1408)
- 2007: Flawless
- 2010: Shanghai
- 2011: The Thing
- 2012: I, Anna
- 2012: Keith Lemon – Der Film (Keith Lemon: The Film)
- 2014: Elsa & Fred
- 2014: Der Auftrag – Für einen letzten Coup ist es nie zu spät! (The Forger)

## Auszeichnungen
Oscar
nominiert
- 2003: Bester Schnitt – The Hours

BAFTA Award
nominiert
- 2003: Bester Schnitt – The Hours